# Armada de la República de Colombia

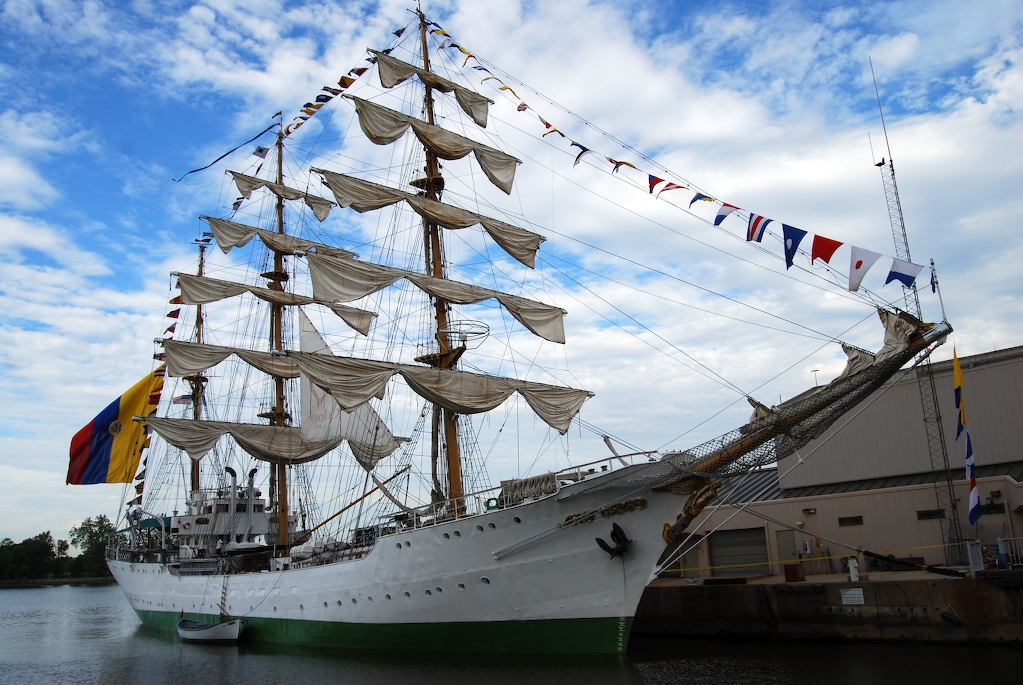
La nave scuola ARC Gloria, ammiraglia della flotta colombiana.

La Armada de la República de Colombia (ARC) è la Marina militare della Colombia, fondata nel 1810. Mediante l'uso della forza navale contribuisce a garantire la sovranità del paese sulle acque territoriali, sia nel Pacifico che nell'Atlantico e fluviali nelle parti interne verso la foresta amazzonica. La sua forza è di circa 34 600 effettivi, tra i quali 24 000 circa del corpo della fanteria di marina.

## Storia
Durante la seconda guerra mondiale un cacciatorpediniere colombiano attaccò un U-Boot tedesco durante un pattugliamento; il suo comandante fu decorato per l'episodio.

## Organizzazione

### Forze e Comandi
La Armada de Colombia annovera sette forze e comandi sul suo territorio nazionale:
- Fuerza Naval del Caribe, che copre le acque territoriali colombiane nel Mar dei Caraibi con flottiglie formate da unità di superficie e sottomarine.[4]
- Fuerza Naval del Pacífico che sorveglia le acque territoriali della Colombia nell'Oceano Pacifico.[5]
- Fuerza Naval del Sur, con presenza, controllo e vigilanza dei fiumi Putumayo e Caquetá.[6]
- Comando di Fanteria di Marina, che opera nella giurisdizione terrestre assegnata alla flotta sui litorali caraibico e pacifico, sul territorio insulare e sui fiumi della Colombia in missioni speciali anfibie.[7]
- Comando de Guardacostas, ha come funzione la sicurezza marittima attraverso la repressione dei delitti in mare, il controllo della salvaguardia dell'ambiente marino e le operazioni di ricerca e soccorso.[8]
- Comando dell'Aviazione Navale.[9]
- Comando Específico de San Andrés y Providencia.[10]

### Scuole di Formazione
In aggiunta alle 7 forze e comandi sopra riportati, la ARC mantiene 3 scuole di formazione per i suoi effettivi:
- Escuela Naval de Cadetes Almirante Padilla
- Escuela Naval de Suboficiales A.R.C. Barranquilla
- Scuola di Formazione della Fanteria di Marina

### Basi navali e operative

Principali basi navali ed operative della ARC
Zona Economica Esclusiva
Armada: basi navali e principali basi fluviali
Infantería de Marina: Base principale e Scuola di addestramento

La ARC mantiene un numero di basi navali e fluviali in entrambi i litorali, così come varie basi fluviali nell'interno del territorio colombiano.

le principali Basi Navali sono:
- Base Naval ARC Bolívar -BN1, vicino Cartagena, 10°24′42.91″N 75°32′55.62″W
- Base Naval ARC Bahía Málaga - BN2, vicino Buenaventura, 3°58′08.64″N 77°19′01.09″W
- Base Naval ARC Leguízamo - BN3, vicino Puerto Leguízamo, 0°12′10.92″S 74°46′37.29″W
- Base Naval ARC San Andrés - BN4, a San Andrés, 12°31′31.16″N 81°43′48.61″W
- Base Naval ARC Barranquilla -BN5, vicino Barranquilla, 11°00′19.55″N 74°47′08.35″W

alcune delle più importanti basi operative fluviali sono:
- Puesto Fluvial y de Guardacostas, Tumaco, 1°48′43.56″N 78°45′59.33″W
- Puesto Fluvial y de Infantería de Marina, Leticia, 4°12′48.25″S 69°56′46.23″W
- Puesto Fluvial y de Infantería de Marina, Puerto Berrío 6°29′27.32″N 74°23′44.91″W
- Puesto Fluvial y de Infantería de Marina, Puerto Carreño 6°10′43.63″N 67°28′54.49″W
- Puesto Fluvial y de Infantería de Marina, Puerto Inírida 3°52′07.35″N 67°55′43.41″W

## Mezzi Aerei
Sezione aggiornata annualmente in base al World Air Force di Flightglobal del corrente anno. Tale dossier non contempla UAV, aerei da trasporto VIP ed eventuali incidenti accorsi durante l'anno della sua pubblicazione. Modifiche giornaliere o mensili che potrebbero portare a discordanze nel tipo di modelli in servizio e nel loro numero rispetto a WAF, vengono apportate in base a siti specializzati, periodici mensili e bimestrali. Tali modifiche vengono apportate onde rendere quanto più aggiornata la tabella.
| Aeromobile                        | Origine        | Tipo                              | Versione (denominazione locale) | In servizio (2024) | Note | Immagine |
| Aerei da pattugliamento marittimo |                |                                   |                                 |                    | |          |
| CASA CN-235                       | Spagna         | aereo da pattugliamento marittimo | CN-235MP                        | 2                  | |          |
| Aerei da trasporto                |                |                                   |                                 |                    | |          |
| Beechcraft King Air 350           | Stati Uniti    | aereo da trasporto                | B350i                           | 2                  | 2 B350 in organico, uno dei quali, un B350i è stato consegnato il 29 dicembre 2021. |          |
| Beechcraft King Air               | Stati Uniti    | aereo da trasporto                | C90A                            | 2                  | 1 C90 in organico, uno dei quali, uno C90A è stato consegnato a fine maggio 2021. |          |
| Cessna 208 Caravan                | Stati Uniti    | aereo da trasporto                | C208                            | 3                  | |          |
| ATR-42                            | Italia Francia | aereo da trasporto                | ATR-42                          | 1                  | |          |
| CASA CN-235                       | Spagna         | aereo da trasporto                | CN-235                          | 1                  | |          |
| Elicotteri                        |                |                                   |                                 |                    | |          |
| Bell 412                          | Stati Uniti    | elicottero utility                | B 412B 412EPB 412 EPI           | 241                | 4 Bell 412EP ricevuti a partire dal 1998. Ulteriori 4 Bell 412EP ricevuti dal 2012, più un ulteriore Bell 412EPI ricevuto al gennaio 2022.                                                      |          |
| Bell 212                          | Stati Uniti    | elicottero utility                | B 212                           | 1                  | 1 Bell 212 in servizio al maggio 2023. |          |
| Bell UH-1 Huey                    | Stati Uniti    | elicottero utility                | UH-1N                           | 5                  | |          |
| Aérospatiale AS 555 Fennec        | Francia        | elicottero utility                | AS 555SN                        | 1                  | 2 AS 555SN consegnati nel 1998, uno perso in un incidente. |          |
| Airbus Helicopters AS365 Dauphin  | Francia        | elicottero utility                | AS 365                          | 2                  | 2 AS 365 di seconda mano costruiti nel 2004, acquistati ad ottobre 2018 in Portogallo (precedentemente appartenuti ad una compagnia charter brasiliana), consegnati a partire da dicembre 2018. |          |
| MBB Bo 105                        | Germania       | elicottero utility                | Bo 105CB                        | 2                  | 2 Bo 105CB acquistati nel 1983. |          |
| Mil Mi-8 Hip                      | Russia         | elicottero utility                | Mi-8                            | 1                  | |          |

### Aeromobili ritirati
- CASA C-212MP
- CASA C-212 Aviocar
- MBB Bo 105
- MBB-Kawasaki BK 117